# Franciszek Bohomolec
Franciszek Bohomolec (19 janvier 1720 - 24 avril 1784) est un jésuite, dramaturge, linguiste polonais et réformateur théâtral qui était l'un des principaux dramaturges polonais du siècle des Lumières.

## Biographie
Après avoir terminé ses études à Rome pour le sacerdoce jésuite, Bohomolec enseigna à Varsovie et a commencé à adapter les comédies de Carlo Goldoni et de Molière pour la performance de ses élèves. Ses premières œuvres satirisent  l'ignorance et la folie de l'aristocratie polonaise. Ses pièces ultérieures atteignent un public plus large; y compris Małżeństwo z kalendarza (1766; «Le mariage par le calendrier»), qui se moque de l'ignorance et de la superstition et est généralement considéré comme son meilleur travail, et Czary (1775; «sorcellerie»), qui fait satire aussi de la superstition. Pan dobry (1767, «Le Bon Dieu») est un commentaire social sur la relation entre les paysans et la noblesse.
Au cours des vingt dernières années de sa vie, Bohomolec édite le journal Monitor, qui a grandement contribué à la popularisation des idées des Lumières en Pologne. Il a été calqué sur les célèbres magazines anglais The Tatler et du Spectator et a été l'un des premiers périodiques modernes en Pologne. Ses œuvres en latin inclurent une étude de la langue familière polonais.